# Discografia de Marina Elali
A discografia de Marina Elali compreende dois álbuns de estúdio, dois álbuns ao vivo e uma coletânea, em vinte anos de carreira. Em 2004, depois de ter participado do programa Fama, de onde foi eliminada antes da final, Marina Elali lançou seu primeiro álbum, o homônio Marina Elali, recebendo boas críticas e colocando um single em primeiro lugar. Em 2007, a cantora lança seu segundo álbum, chamado De Corpo e Alma Outra Vez, onde faz uma releitura da canção Xote das Meninas em uma versão pop cantanda em inglês, intitulada All She Wants e colocou mais uma canção no topo das paradas, Eu Vou Seguir. 
Em 2009, a cantora lança seu primeiro álbum ao vivo, acompanhado de seu primeiro DVD, Longe ou Perto, contendo uma parceria com o cantor cubano naturalizado americano Jon Secada.
Em 2013 lançou seu segundo álbum ao vivo, com diversos nomes importantes da música brasileira. Em 2015 lançou sua primeira coletânea, contendo seus maiores sucessos.

## Álbuns

### Álbuns de estúdio
| Álbum                     | Detalhes                                                                                    | Vendas      | Certificações |
| ------------------------- | ------------------------------------------------------------------------------------------- | ----------- | ------------- |
| Marina Elali              | - Lançamento: 8 de maio de 2005 - Formatos: CD, download digital - Gravadora: Som Livre     | - : 200.000 | - PMB: Ouro   |
| De Corpo e Alma Outra Vez | - Lançamento: 9 de novembro de 2007 - Formatos: CD, download digital - Gravadora: Som Livre | - : 100.000 | - PMB: Ouro   |

### Álbuns ao vivo
| Álbum          | Detalhes                                                                                     | Vendas     |
| -------------- | -------------------------------------------------------------------------------------------- | ---------- |
| Longe ou Perto | - Lançamento: 1 de outubro de 2009 - Formatos: CD, download digital - Gravadora: Som Livre   | - : 45.000 |
| Duetos         | - Lançamento: 10 de dezembro de 2013 - Formatos: CD, download digital - Gravadora: Som Livre |            |

### Coletâneas
| Álbum                  | Detalhes                                                                                  |
| ---------------------- | ----------------------------------------------------------------------------------------- |
| Marina Elali - Novelas | - Lançamento: 25 de março de 2015 - Formatos: CD, download digital - Gravadora: Som Livre |

## Singles
| Título                                      | Ano  | Álbum                         |
| ------------------------------------------- | ---- | ----------------------------- |
| "Você"                                      | 2005 | Marina Elali                  |
| "Mulheres Gostam"                           | 2006 | Marina Elali                  |
| "One Last Cry"                              | 2006 | Marina Elali                  |
| "Hipnotizar Você"                           | 2007 | Marina Elali                  |
| "Eu Vou Seguir"                             | 2007 | De Corpo e Alma Outra Vez     |
| "All She Wants"                             | 2008 | De Corpo e Alma Outra Vez     |
| "Estoy Enamorado" (com Capim Cubano)        | 2008 | Não adicionado à nenhum álbum |
| "Lost Inside Your Heart" (part. Jon Secada) | 2009 | Longe ou Perto                |
| "Talvez"                                    | 2010 | Longe ou Perto                |
| "Happy"                                     | 2010 | Araguaia                      |
| "Vem Morena"                                | 2012 | Duetos                        |
| "Encontrei"                                 | 2014 | Marina Elali - Novelas        |
| "Show Gol Soul" (com Carlinhos Brown)       | 2014 | Marina Elali - Novelas        |
| "Juntos Somos Mais"                         | 2017 | Não adicionado à nenhum álbum |
| "O Que a Gente faz Agora"                   | 2017 | Não adicionado à nenhum álbum |
| "Olha a Sorte"                              | 2018 | Não adicionado à nenhum álbum |
| "Olha Pra Mim" (solo ou part. D'Black)      | 2018 | Não adicionado à nenhum álbum |
| "Como É Grande o Meu Amor Por Você"         | 2019 | Não adicionado à nenhum álbum |
| "Faz Tempo"                                 | 2019 | Não adicionado à nenhum álbum |
| "Vai"                                       | 2020 | Não adicionado à nenhum álbum |
| "Quem Ama"                                  | 2020 | Não adicionado à nenhum álbum |

## Outras aparições
| Título                                | Ano  | Outros artistas        | Álbum                                     |
| ------------------------------------- | ---- | ---------------------- | ----------------------------------------- |
| "Sabiá"                               | 2007 | —                      | Amazônia, de Galvez a Chico Mendes        |
| "Eu Preciso Te Esquecer"              | 2008 | —                      | Um Barzinho, Um Violão - Novelas Anos 70  |
| "Só Te Ver Sorrindo (Déjame Querert)" | 2010 | Jon Secada e Monobloco | Jon Secada - Stage Rio                    |
| "Pra Ser Amor"                        | 2010 | Belo                   | Pra Ser Amor                              |
| "Atrás da Porta"                      | 2011 | —                      | A Vida da Gente                           |
| "Coisas da Vida"                      | 2011 | Belo                   | 10 Anos de Sucessos - Ao Vivo em Salvador |
| "The Way We Were"                     | 2017 | —                      | Apocalipse                                |